# Distretto di Talačyn
Il distretto di Talačyn (in bielorusso Талачынскі раён?) è un distretto (raën) della Bielorussia appartenente alla regione di Vicebsk.